# Rzeźnictwo

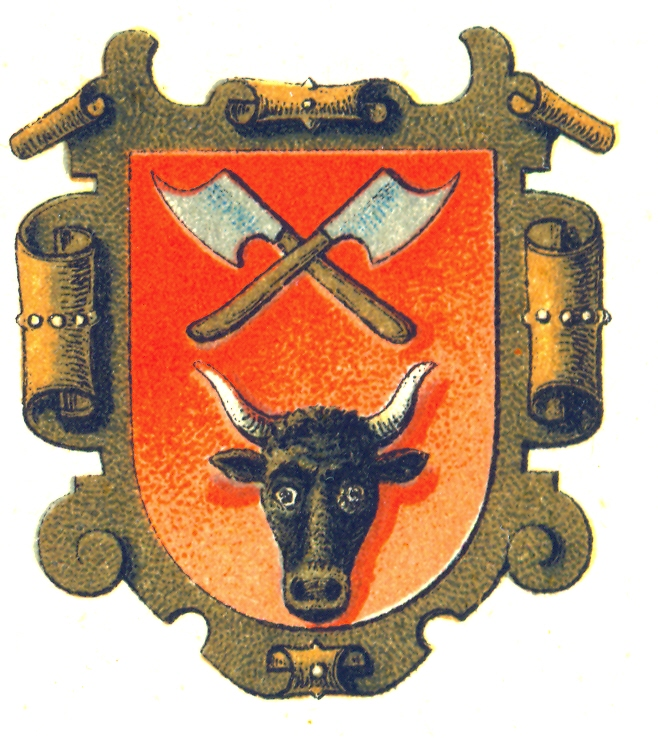
Herb cechu rzeźników (Niemcy)

Rzeźnictwo – dziedzina rzemiosła zajmująca się ubojem zwierząt rzeźnych i ich przetwarzaniem.